# Thomas Fothen
Thomas Fothen, né le 6 avril 1983 à Neuss (Rhénanie-du-Nord-Westphalie), est un coureur cycliste allemand.

## Biographie
Thomas Fothen commence sa carrière en 2005 dans l'équipe Sparkasse. En 2006, il rejoint son frère Markus dans la formation ProTour Gerolsteiner.
En 2007, il participe à son premier grand tour à l'occasion du Tour d'Italie et obtient plusieurs places d'honneur lors d'arrivées au sprint.

## Palmarès
- 1999
  - 4e étape de l'Europatreffen der Radsportjugend
- 2001
  -  Champion d'Allemagne sur route juniors
  - 2ea et 3e étapes du Cottbuser Ettapenfahrt
  - 4e étape du Trofeo Karlsberg
  - 2e du Trofeo Karlsberg
  - 2e du Tour de Basse-Saxe juniors
  - 3e du Giro di Basilicata
- 2002
  -  Champion d'Allemagne de poursuite par équipes[n 1]
- 2004
  - Tour du Harz (de)
- 2006
  - 3e de l'Eindhoven Team Time Trial

## Résultats sur les grands tours

### Tour d'Italie
3 participations
- 2007 : 122e
- 2008 : hors délais (16e étape)
- 2009 : 133e

## Classements mondiaux
| Année           | 2005   |
| --------------- | ------ |
| UCI Europe Tour | 1 134e |